# Hieu Minh Ngo
Pour les articles homonymes, voir Ngô.
Ngô Minh Hiếu (né le 8 octobre 1989) est un hacker, un usurpateur d'identité et un voleur d'identités vietnamien. Il a été reconnu coupable du vol de données personnelles de centaines de milliers de personnes. En 2015, il a été condamné à 13 ans de détention dans une prison fédérale des États-Unis ; il a été relâché après sept ans d'emprisonnement.

## Crimes informatiques
Ngô Minh Hiếu est de nationalité vietnamienne. 
De 2007 à 2013, il exploite « un vaste programme international de piratage informatique et d'usurpation d'identité à partir de son domicile au Viêt Nam » grâce auquel il a volé les données personnelles (noms, Social Security number et données bancaires) de 200 millions de citoyens américains.
Ngo a obtenu ces données en piratant les bases de données de sociétés. Par la suite, il a vendu ces données à des cybercriminels par le biais de deux sites Web.
Ngo a aussi obtenu des données de la société Court Ventures, une filiale de Experian, en
« s'annonçant comme un détective privé opérant depuis Singapour ».

## Arrestation et condamnation
En février 2013, Ngô Minh Hiếu est arrêté à la suite d'un piège tendu par des agents du  Secret Service américain qui l'ont invité à se rendre sur l'île de Guam (qui est un territoire non incorporé des États-Unis) dans l'intention « de conclure un accord commercial avec un homme qui, selon lui, pouvait fournir d'énormes volumes de données personnelles et financières de consommateurs pour la revente ». 
Il a plus tard reconnu être coupable de crimes fédéraux américains : (1) wire fraud [fraude par télécommunication], (2) identity fraud (en) [fraude d'identité], (3) access device fraud [fraude par appareil d'accès] et (4) quatre charges de fraudes et abus. 
En juillet 2015, il a été condamné à 13 ans de prison,. 
Après sept ans en prison, il a été relâché et est retourné au Viêt Nam où il invite les gens en informatique à faire le bien.
Hiếu a réalisé des gains illégaux de presque 2 millions US$,.
L'agent du Secret Service américain qui a supervisé l'opération de capture du Vietnamien a déclaré : « Je ne connais aucune autre cybercriminel qui ait causé autant de dommages financiers à autant d'Américains que Ngo »,.

### Citations originales
1. ↑  (en) « massive international hacking and identity theft scheme from his home in Vietnam »
2. ↑  (en) « posing as a private investigator operating out of Singapore »
3. ↑  (en) « to consummate a business deal with a man he believed could deliver huge volumes of consumers' personal and financial data for resale »
4. ↑  (en) « I don’t know of any other cybercriminal who has caused more material financial harm to more Americans than Ngo »